# Museo Picasso Málaga

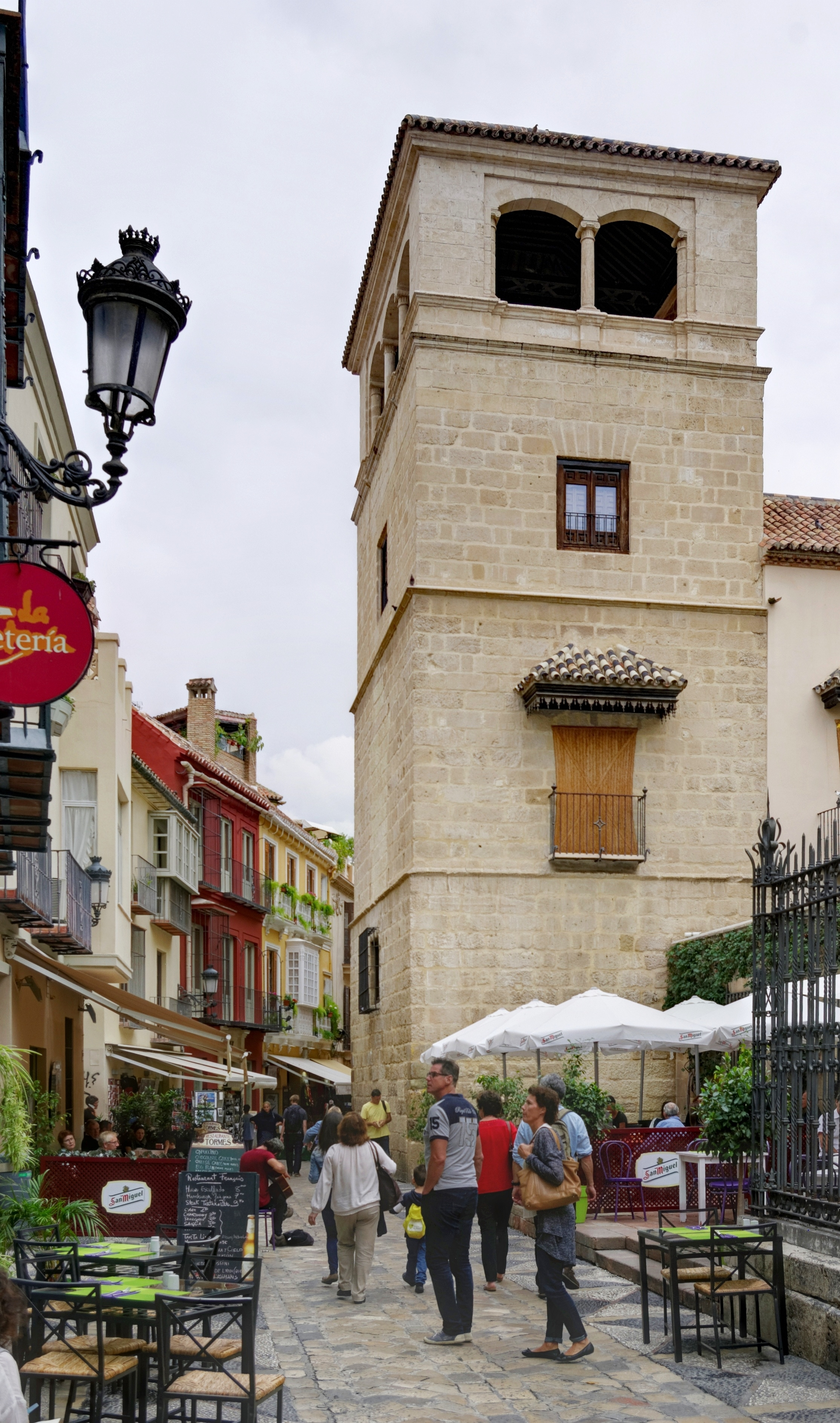
Museo Picasso Málaga (Teilansicht)

Das Museo Picasso Málaga, Eigenschreibweise museoPICASSOmálaga, in der Großstadt Málaga (Andalusien, Spanien) präsentiert in den Räumlichkeiten des Palacio de los Condes de Buenavista (Palast der Grafen von Buenavista) in der Calle San Agustín unweit des Geburtshauses von Pablo Picasso mehr als 200 seiner Werke aus den Bereichen Malerei, Skulptur und Keramik. Es liefert einen Überblick über sämtliche Schaffensperioden des Künstlers.

## Geschichte des Palacio de los Condes de Buenavista
Das Gebäude stammt in seiner heutigen Form aus dem 16. Jahrhundert und ist ein Beispiel für die im Südspanien dieser Epoche verbreitete Mischung aus, in diesem Fall italienischer, Renaissance- und Mudéjar-Architektur. Es wurde in den Jahren 1530 bis 1540 für Diego de Cazalla, Zahlmeister der königlichen Armee und Marine, errichtet. Cazalla war im Jahr 1487 im Zuge der Reconquista an der Eroberung der damals zum Emirat der Nasriden (vgl. al-Andalus) gehörenden Stadt beteiligt gewesen. Teile des Gebäudes, wie der östliche Turm und der Haupthof, weisen darauf hin, dass es an Stelle eines nasridischen Palastes errichtet wurde. Bis in das 19. Jahrhundert hinein diente es als Familienresidenz.
Im Jahr 1939 wurde es zum Monumento nacional (Bien de Interés Cultural) erklärt und 1946 vom Staat gepachtet. Im Jahr 1961 wurde darin das Museo Provincial de Bellas Artes („Provinz-Museum der schönen Künste“) eröffnet.

## Sammlung Picasso

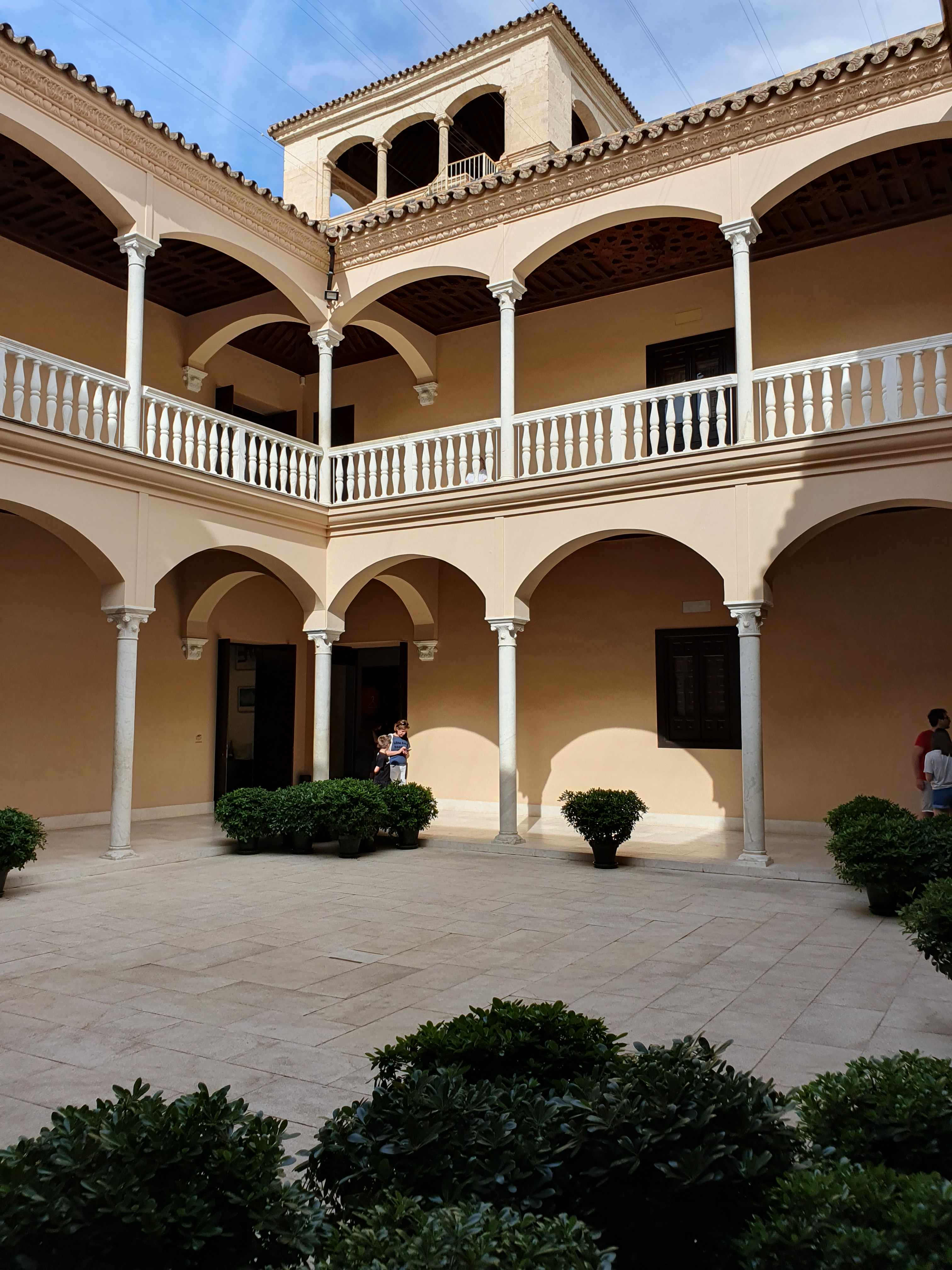
Haupthof des Museo Picasso Málaga (2023)

Im Jahr 1997 erwarb die Regierung Andalusiens den Palacio de los Condes de Buenavista, um das erste ganz den Werken Picassos gewidmete Museum in dessen Geburtsstadt einzurichten. Die Wahl fiel auf dieses Gebäude, weil Christine Ruiz-Picasso, von der ein Großteil der Ausstellungsobjekte zur Verfügung gestellt wurde, ein typisch andalusisches Bauwerk für die Präsentation der Sammlung bevorzugte. Im Oktober 1997 wurde eine Stiftung gegründet, der die Erben Picassos für 50 Jahre Werke des Künstlers zur Ausstellung überließen. Um die Sammlung, die Bibliothek, das Dokumentationszentrum, ein Schulungszentrum und ein Auditorium aufzunehmen, wurden auch einige angrenzende Gebäude adaptiert bzw. neu errichtet. Die architektonische Leitung der Umbauarbeiten lag bei Richard Gluckman, Isabel Cámara und Rafael Martín Delgado. Das American Institute of Architects verlieh im Januar 2006 einen Ehrenpreis an das Museo Picasso und würdigte damit die gelungene Adaption des fast 500 Jahre alten Bauwerks und die harmonische Einbindung der neuen Gebäudeteile in die umgebende Altstadt.
Die Eröffnung fand am 27. Oktober 2003 statt. Erste Direktorin wurde Carmen Giménez, die bereits zuvor zwei Ausstellungen über Picasso in Málaga initiiert hatte und die Idee eines neuen Picasso-Museums maßgeblich vorangetrieben hatte.

## Ausstellungen (Auswahl)

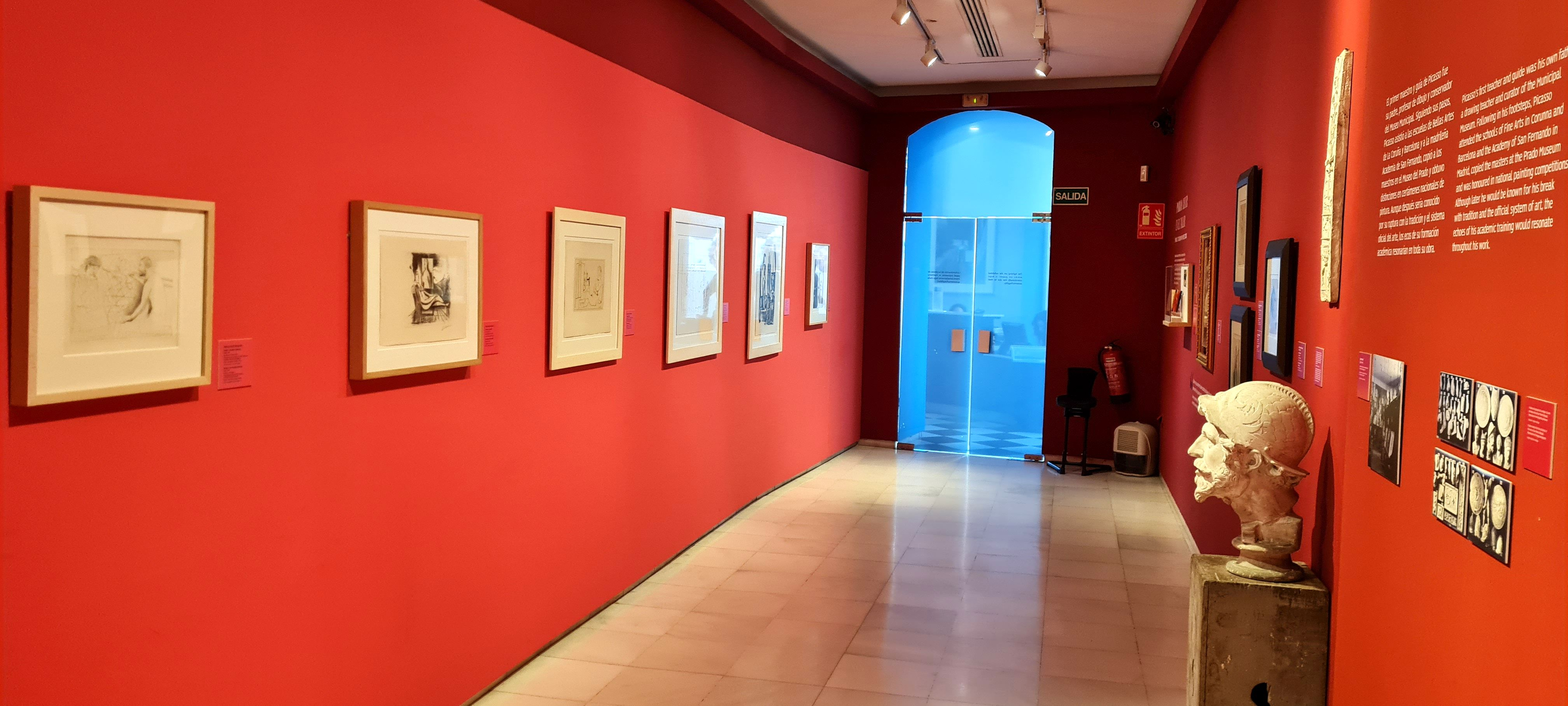
Ausstellungsraum

- 2015/2016: Picasso. Registros Alemanes. Katalog in spanischer Sprache.
- 2021/2022: El París de Brassaï. Fotos de la ciudad que amó Picasso (Das Paris des Brassaï. Fotos der Stadt, die Picasso liebte).
- 1.1.2020–31.12.2023: Diálogos con Picasso (Dialoge mit Picasso)
- 9.5.2023–10.9.2023: Picasso esculptor. Materia y cuerpo (Bildhauer Picasso. Materie und Körper)
- 22.4.2023–19.9.2023: Metamorfosis perpetua (Ewige Metamorphose)
- 3.10.2023–31.3.2024: The Echo of Picasso (Das Echo auf Picasso)